# Herb gminy Dąbrowa Biskupia
Herb gminy Dąbrowa Biskupia – symbol gminy Dąbrowa Biskupia, ustanowiony 24 kwietnia 1995.

## Wygląd i symbolika
Herb przedstawia na tarczy w polu czerwonym srebrno-złotą mitrę biskupią, a pod nią zielone liście dębu z żołędziami. Jest to tzw. herb mówiący, nawiązujący do nazwy gminy. 